# Реактор на тепловых нейтронах
Реа́ктор на тепловы́х нейтро́нах — ядерный реактор, использующий для поддержания цепной ядерной реакции нейтроны тепловой части спектра энергии — «теплового спектра». Использование нейтронов теплового спектра выгодно потому, что сечение взаимодействия ядер 235U с нейтронами, участвующими в цепной реакции, растёт по мере снижения энергии нейтронов, а сечение поглощения нейтронов ядрами 238U остаётся при низких энергиях постоянным. В результате, самоподдерживающаяся реакция при использовании природного урана, в котором делящегося изотопа 235U всего 0,7 %, невозможна на быстрых нейтронах (спектра деления) и возможна на медленных (тепловых).
Активная зона реактора на тепловых нейтронах состоит из замедлителя, ядерного топлива, теплоносителя и конструкционных материалов. В качестве топлива могут использоваться изотопы урана 235U и 233U, а также изотоп плутония 239Pu. Ядерные реакторы на тепловых или быстрых нейтронах описываются в первом приближении одними и теми же основными законами динамики. В этом приближении наиболее важное различие между реакторами на быстрых и тепловых нейтронах заключается в скорости размножения нейтронов. Время жизни поколения нейтронов (среднее время, необходимое для воспроизводства нейтронов в реакторе) в таком реакторе составляет порядка 10−3 с, так как нейтроны, прежде чем вызвать деление, сильно замедляются, затем диффундируют при тепловых энергиях.
Для уменьшения загрузки ядерного топлива в реакторах на тепловых нейтронах применяют конструкционные материалы с малым сечением радиационного захвата нейтронов. К ним относятся алюминий, магний, цирконий и др. Небольшие потери нейтронов в замедлителе и конструкционных материалах дают возможность использовать в качестве ядерного топлива для реакторов на тепловых нейтронах природный и слабообогащённый уран.
Для конструкций мощных энергетических реакторов не всегда удаётся подобрать подходящие материалы с небольшим сечением поглощения. Часто оболочки, каналы и другие части конструкции реакторов изготовляют из таких интенсивно поглощающих нейтроны материалов, как нержавеющая сталь, а дополнительные потери тепловых нейтронов в конструкционных материалах компенсируются использованием урана с высоким обогащением — до более 10 %.
В реакторах на тепловых нейтронах весьма существенно поглощение нейтронов продуктами деления, для компенсации которого в активную зону перед началом кампании добавляют определённую массу ядерного топлива. Эта добавка увеличивается с ростом кампании и удельной мощности реактора.
Тепловые реакторы разделяют на гомогенные и гетерогенные.